# Bessie Watson

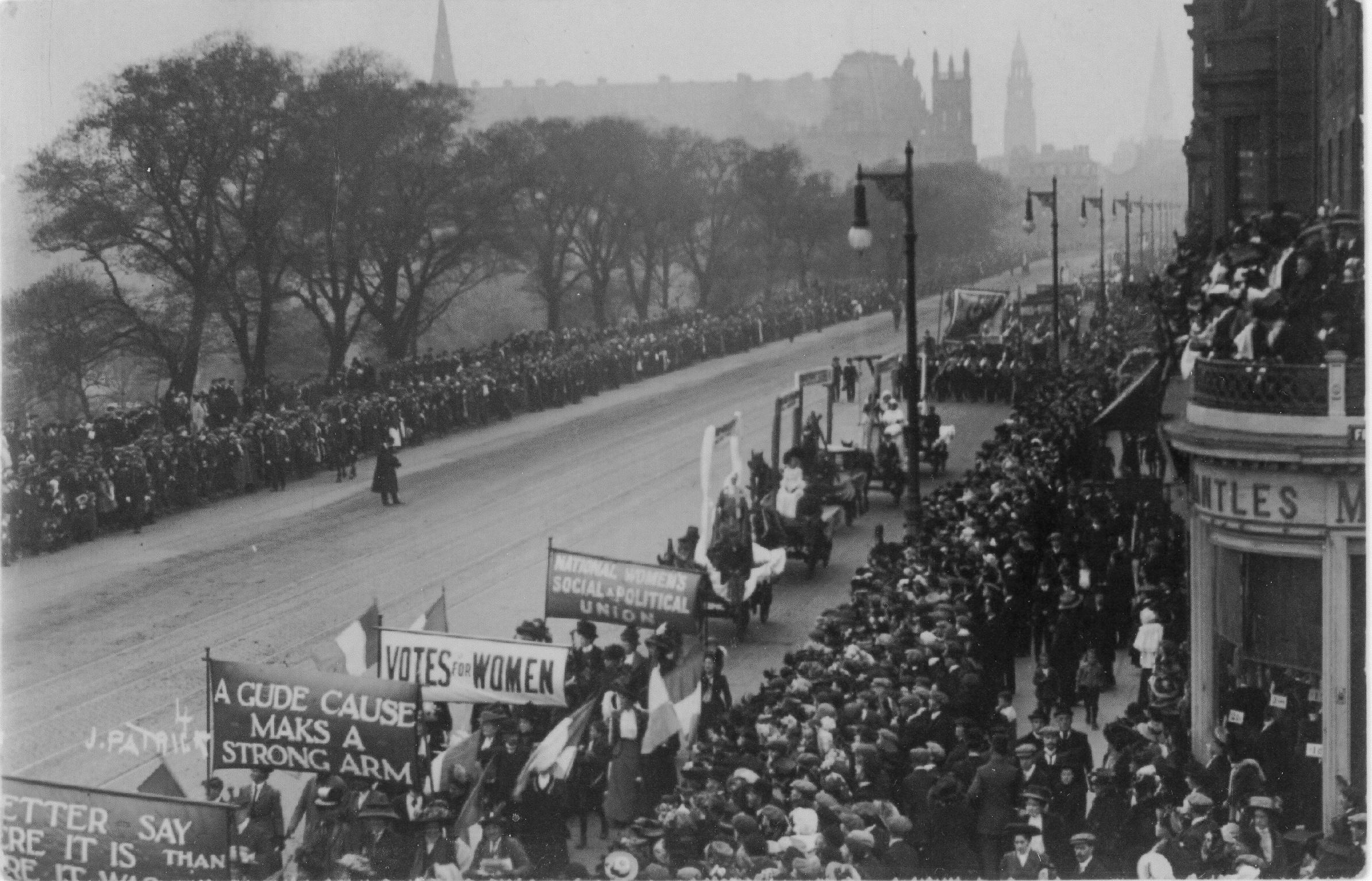
La gran procesión y manifestación de mujeres, 1909 en Princes Street, Edimburgo

Elizabeth Watson (13 de julio de 1900 - 27 de junio de 1992) fue una sufragista y gaitera escocesa. 

## Biografía
Watson nació en el área de The Vennel, Edimburgo el 13 de julio de 1900, hija de Agnes Newton y Horatio Watson, un encuadernador de la imprenta de George Watson. Fue alentada a utilizar la gaita a la edad de siete u ocho años, ya que sus padres esperaban que fortaleciera sus pulmones contra la tuberculosis después de que su tía Margaret muriera de esa enfermedad. Su primera gaita fue un conjunto de tamaño medio del fabricante Robertson.  

## Participación en la campaña sufragista
Después de ver el anuncio de un concurso de escocesas históricas organizado por Flora Drummond y la Unión Social y Política de las Mujeres, ella y su madre se unieron a la WSPU y Watson, a la edad de 9 años, fue invitada a tocar en el concurso. La procesión, que celebró "Lo que las mujeres han hecho, pueden y harán" tuvo lugar en Edimburgo el 9 de octubre de 1909 y marchó por Princes Street antes de reunirse para un mitin dirigido por Emmeline Pankhurst en el mercado de Waverley. Watson montó en una carroza junto a una mujer vestida como Isabella McDuff, condesa de Buchan en su jaula.  Varias semanas después, cuando Christabel Pankhurst llegó a Edimburgo para asistir a una reunión en el King's Theatre, le presentó a Watson un broche que representaba a Boudica en su carro. En 1979, Bessie le dio este broche a Margaret Thatcher, la primera mujer elegida como primera ministra del Reino Unido. 
Dos años después del concurso, fue invitada a dirigir a las gaiteras escocesas en el Gran Concurso en Londres el 17 de junio de 1911. Más tarde, ese mismo año, cuando el rey Jorge V llegó a Edimburgo en una visita de estado, ella dirigió la 2.ª Compañía de guías de Edimburgo y fue reconocida por el Rey al saludar.  
Continuó participando activamente en el movimiento Suffragette y usó cintas para el cabello en los colores de la campaña Suffragette para ir a la escuela. Tocó la gaita en el andén de la estación de Waverley cuando partían los trenes que llevaban a activistas de derechos de las mujeres condenadas a la prisión de Holloway, y tocó fuera de la cárcel de Calton para alentar a las sufragistas encarceladas allí.